# Kallawaya

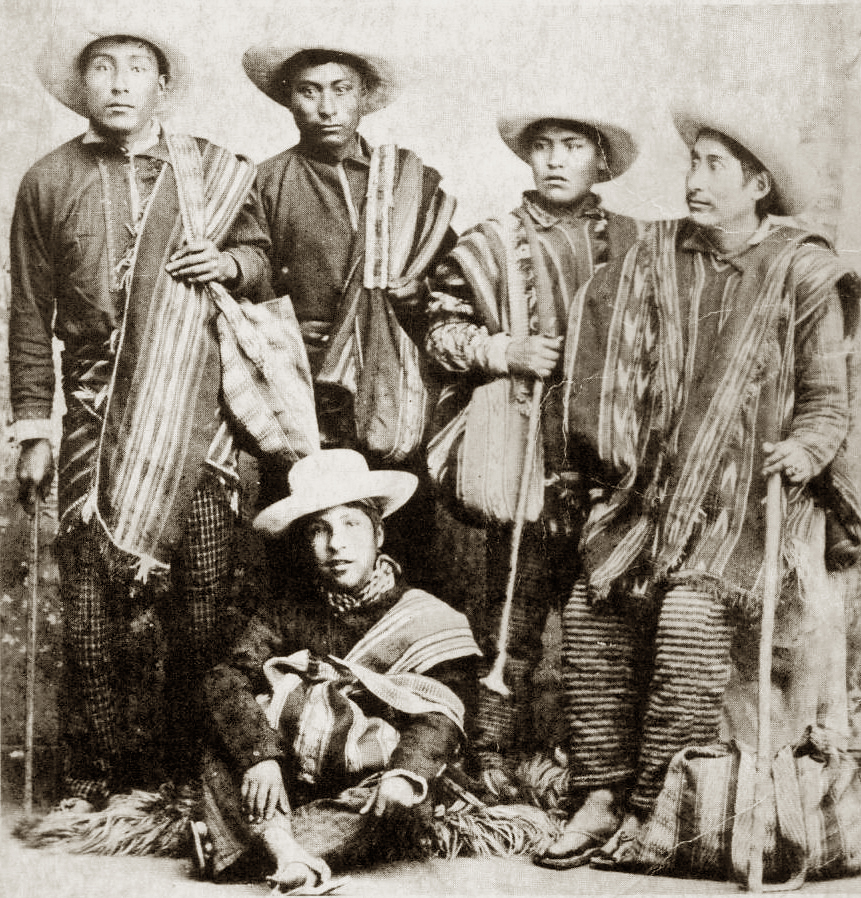
Kallawaya in Bolivia, ca. 1900

De Kallawaya is een etnische groepering in het berggebied ten noorden van La Paz in Bolivia. De wortels van de Kallawaya liggen in de pre-Inca periode, maar de gebruiken zijn veranderd door invloed van  het christelijk geloof.
De Kallawaya's medische gebruiken zijn zeer uitgebreid. De rituelen en ceremonies staan in verband met mythen en artistieke expressies. 
De Kallawaya priester is bekend in de gehele Andes. Er is een grote kennis van dierlijke, minerale en botanische farmacie. De (meestal) mannelijke genezers behandelen patiënten met zo'n 980 verschillende soorten, de rijkste verzameling in de wereld. 
Kallawayavrouwen nemen deel in verschillende rituelen, ze zorgen voor zwangere vrouwen en kinderen en weven textiel met rijke motieven uit de kosmologie van de Kallawaya. Muzikale groepen (kantus) spelen drum en panfluit tijdens rituele ceremonieën om het contact met de geesten te bereiken.
Sinds 2003 staan de mythen, rituelen en medicijnen van de Kallawaya vermeld op de Lijst van Meesterwerken van het Orale en Immateriële Erfgoed van de Mensheid.